# Live Cream
Live Cream — концертный альбом британской рок-группы Cream, выпущен в 1970 году. Также известен под названием Live Cream, Volume 1.

## Об альбоме
Диск составлен из 4-х живых исполнений 1968 года и одной студийной записи 1967 года.
- «Sleepy Time Time» записана 9 марта.
- «N.S.U.» и «Sweet Wine» записаны 10 марта 1968 года в Винтерленде, Сан-Франциско.
- «Rollin’ and Tumblin’» записана 7 марта 1968 в Западном Филлморе, Сан-Франциско.
- «Lawdy Mama» — студийная запись сессии альбома Disraeli Gears, 1967 год.

## Список композиций
| №  | Название           | Автор(ы)                    | Место и время записи                     | Длительность |
| -- | ------------------ | --------------------------- | ---------------------------------------- | ------------ |
| 1. | «N.S.U.»           | Джек Брюс                   | Winterland Ballroom (10 марта 1968 года) | 10:13        |
| 2. | «Sleepy Time Time» | Джек Брюс, Джанет Годфри    | Winterland Ballroom (9 марта 1968 года)  | 6:50         |
| 3. | «Lawdy Mama»       | народная, исп. Эрик Клэптон | Atlantic Studios (май 1967 года)         | 2:47         |

| №  | Название               | Автор(ы)                       | Место и время записи                     | Длительность |
| -- | ---------------------- | ------------------------------ | ---------------------------------------- | ------------ |
| 1. | «Sweet Wine»           | Джинджер Бейкер, Джанет Годфри | Winterland Ballroom (10 марта 1968 года) | 15:08        |
| 2. | «Rollin’ and Tumblin’» | Хэмбон Вилли Ньюберн           | клуб «Филмор» (7 марта 1968 года)        | 6:36         |

## Участники записи
Список составлен по сведениям базы данных Discogs.

| Cream: - Эрик Клэптон — гитара, вокал - Джек Брюс — бас-гитара, губная гармошка, вокал - Джинджер Бейкер — ударные, вокал Технический персонал: - Феликс Паппаларди — музыкальный продюсер (все песни кроме «Lawdy Mama») - Ахмет Эртегюн — музыкальный продюсер (только «Lawdy Mama») | Технический персонал: - Роберт Стигвуд — музыкальный продюсер (только «Lawdy Mama») - Адриан Барбер — звукорежиссёр, инженер-микшер - Том Дауд — звукорежиссёр - Билл Халверсон — звукорежиссёр - Лоринг Ютимей — дизайнер - Стивен Палей — фотограф |

## Позиции в хит-парадах и сертификации
| Хит-парад (1970)                    | Высшая позиция | Пребывание в чарте |
| ----------------------------------- | -------------- | ------------------ |
| Австралия (Kent Music Report)       | 20             | нет данных         |
| Великобритания (UK Albums Chart)    | 4              | 15 недель          |
| Канада (RPM Albums Chart)           | 13             | 13 недель          |
| США (Billboard Top LPs)             | 15             | 21 неделя          |
| Финляндия (Suomen virallinen lista) | 10             | 17 недель          |
| Франция (SNEP)                      | 15             | нет данных         |
| ФРГ (Offizielle Top 100)            | 30             | 1 неделя           |

| Регион                                                      | Сертификация | Продажи  |
| ----------------------------------------------------------- | ------------ | -------- |
| Великобритания (BPI)                                        | Платиновый   | 300 000^ |
| ^ Данные о тиражах приведены только на основе сертификации. |              |          |